# Castelo de Hikone
O Castelo de Hikone (彦根城, Hikone-jō) é um castelo japonês do período Edo localizado na cidade de Hikone, Prefeitura de Shiga, Japão. É considerado o sítio histórico mais significativo de Shiga. O local é protegido como Sítio Histórico Nacional desde 1951. Hikone é um dos doze castelos no Japão com seu tenshu original e um dos cinco castelos com edifícios listados como Tesouros Nacionais.

## Visão geral
O Castelo de Hikone está localizado a um quilômetro do Lago Biwa devido ao aterramento fluvial, mas originalmente o castelo ficava diretamente na margem do lago, e os lados norte e leste eram cercados por água. A área da cidade de Hikone fica no leste da província de Ōmi ( hoje equivale à prefeitura de Shiga), e o local era um gargalo natural na rota da rodovia Tōsandō (mais tarde Nakasendō), que conectava Heian-kyō com as províncias do leste. Estrategicamente, era um ponto vital na proteção da capital de ataques do leste. No período Sengoku (período que durou entre 1477 e durou até 1573), esta área era controlada pelo clã Azai, que tinha como base o norte de Ōmi, e que construiu um castelo chamado Castelo de Sawayama a aproximadamente dois quilômetros deste local. Os Azai foram derrotados por Oda Nobunaga, que concedeu o Castelo de Sawayama ao seu general Niwa Nagahide. Sob Toyotomi Hideyoshi, conselheiro mais próximo do general Niwa, o castelo foi concedido à Ishida Mitsunari. Depois que Ishida Mitsunari foi derrotado na Batalha de Sekigahara em 1601, Tokugawa Ieyasu nomeou seu general Ii Naomasa como daimyō (senhor de terras) de um novo domínio que tinha como base o Castelo Sawayama.
Ii Naomasa foi um dos generais mais capazes e confiáveis de Ieyasu, conhecido não apenas por sua destreza militar, mas também por sua diplomacia e estratégia. A princípio, ele usou o Castelo de Sawayama, mas não estava satisfeito com sua localização. O castelo era considerado obsoleto e tinha defesas fracas, pois estava dividido entre o topo da colina e as áreas da encosta. Além disso, era anteriormente a fortaleza do líder inimigo e tinha fortes associações com o antigo regime. Portanto, Ii Naomasa decidiu realocar sua sede para um novo local às margens do Lago Biwa, construindo um novo castelo de acordo com o mais recente projeto contemporâneo. O local era anteriormente ocupado por um templo budista chamado Hogon-ji, construído em 1080 e que era um local de peregrinação popular para a adoração de Kannon.
O Castelo de Hikone consiste em dois fossos concêntricos de água que circundam uma colina de 100 metros de altura chamada "Monte Konki". A colina em si é dividida aproximadamente em três seções, com o recinto "Kane-no-maru" a sudeste, o recinto "Nishi-no-maru" a noroeste e o "Honmaru", ou muralha interna, no meio. Fossos secos protegem esses recintos internos e são atravessados por pontes. As faces dos fossos eram protegidas por pedras. Originalmente, o portão frontal era o "Otemon", voltado para o oeste, mas posteriormente o portão "Sawaguchi", voltado para o sudeste e conectado a Nakasendō, tornou-se o portão principal. Para economizar tempo e dinheiro, o clã Ii escavou muitas pedras em outros edifícios, demolindo todas as outras fortificações em seu território e trazendo os materiais para Hikone. O tenshu (torre) de três andares, localizado no centro do castelo, foi trazido do Castelo de Ōtsu. Originalmente construído em 1575, o exterior apresenta um estilo de decoração mais antigo em cada telhado, e a estrutura geral parece baixa e robusta, pois foi adaptada a partir de uma torre que originalmente era de cinco andares. O "Tenbin Yagura" foi trazido do Castelo de Nagahama. É um portão com duas torres de vigia yaguras de dois andares em cada lado, que protegem os fossos secos em frente ao portão. O "Nishinomaru Sanju Yagura" foi trazido do Castelo de Odani.
Para economizar tempo e dinheiro, o clã Ii escavou muitas pedras em outros edifícios, demolindo todas as outras fortificações em seu território e trazendo os materiais para Hikone. O tenshu (torre) de três andares, localizado no centro do castelo, foi trazido do Castelo de Ōtsu. Originalmente construído em 1575, o exterior apresenta um estilo de decoração mais antigo em cada telhado, e a estrutura geral parece baixa e robusta, pois foi adaptada a partir de uma torre que originalmente era de cinco andares. O "Tenbin Yagura" foi trazido do Castelo de Nagahama. É um portão com duas torres de vigia yaguras de dois andares em cada lado, que protegem os fossos secos em frente ao portão. O "Nishinomaru Sanju Yagura" foi trazido do Castelo de Odani.

## História

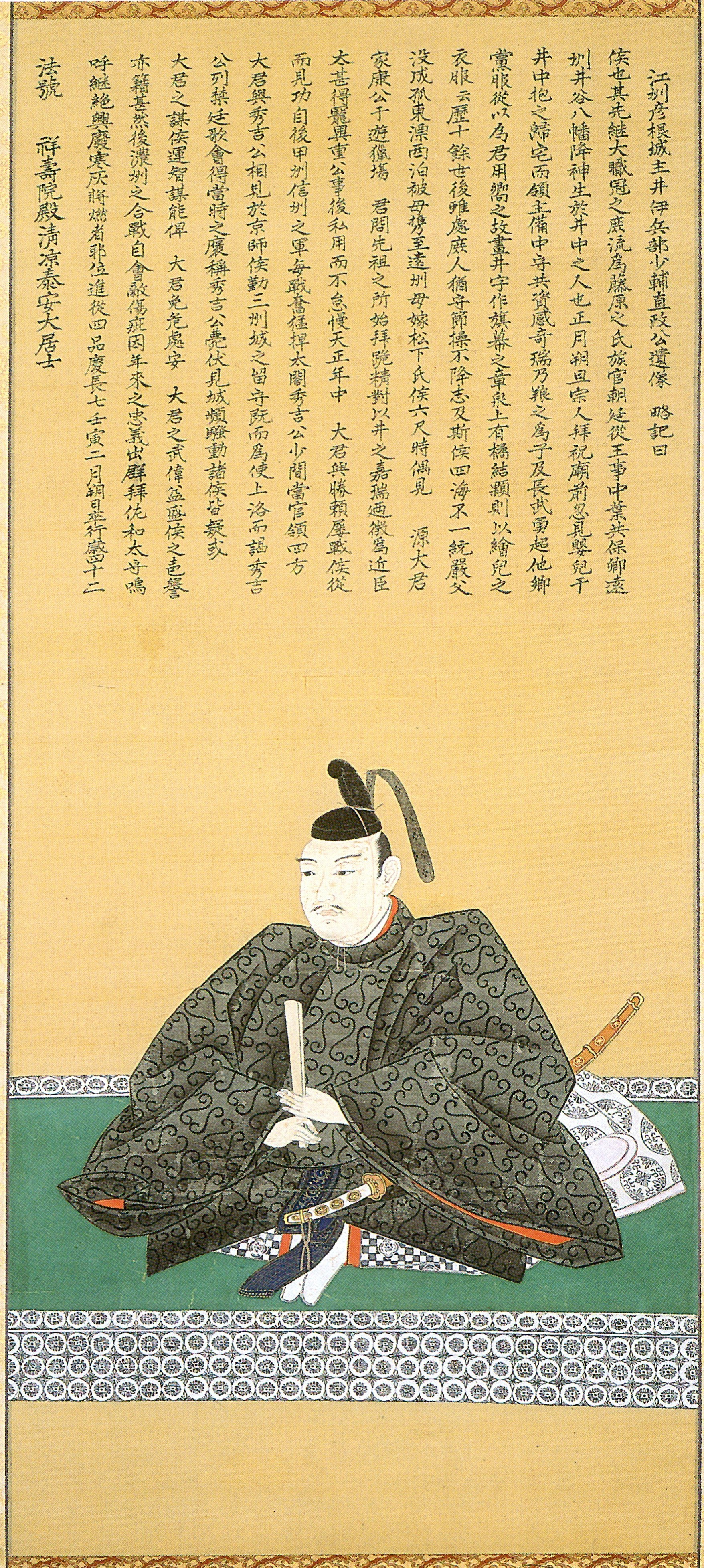
Ii Naomasa, o daimyō que deu ordens para a construção do novo castelo.

No entanto, devido aos ferimentos sofridos em batalha, Ii Naomasa faleceu em 1602, quando a construção havia acabado de começar. O castelo foi finalmente concluído sob seu filho Ii Naokatsu em 1622, após 20 anos de construção. O castelo foi usado como centro administrativo do Domínio de Hikone. Frequentemente considerado o principal daimyō fudai, o clã Ii ocupou muitos cargos importantes dentro do xogunato Tokugawa. Durante o período Bakumatsu (período entre 1853 e 1867), o tairō (cargo oficial de alta patente) Ii Naosuke praticamente governou o país durante uma época de xoguns muito fracos e ineficazes. No entanto, sua concordância em pôr fim à política de isolamento nacional do Japão sob pressão das potências ocidentais levou ao seu assassinato pelas forças pró-Sonnō Jōi em 1860. O último daimyō de Hikone, Ii Naonori, ficou cada vez mais insatisfeito com o tratamento hostil ainda dispensado ao Domínio de Hikone pela administração do xogunato, que era dominada pela facção Hitotsubashi, que havia sido hostil a Ii Naosuke. Ele também percebeu que o sistema e o equipamento militar do xogunato estavam obsoletos em comparação com a Aliança Satchō. Embora o Domínio de Hikone tenha sido um dos maiores apoiadores do xogunato Tokugawa, ele foi um dos primeiros a apoiar a causa imperial na Guerra Boshin. Durante a Batalha de Toba-Fushimi, embora as forças de Hikone estivessem posicionadas no Castelo de Osaka, elas não se juntaram ao exército do xogunato, mas simplesmente marcharam para casa. Mais tarde, o domínio participou de combates contra o Domínio Ōgaki, pró-xogunato, e em outros locais. O novo governo Meiji o confirmou como governador imperial de Hikone. Quando o novo governo ordenou o desmantelamento de todas as fortificações da era feudal em todo o país, o Castelo de Hikone foi poupado a pedido direto do próprio imperador, que estava visitando a região. Isso preservou o Castelo de Hikone intacto. Hoje, ele continua sendo um dos castelos mais antigos do Japão, em grande parte de construção original.
Em 1934, mais de 1.000 cerejeiras Yoshino foram plantadas nos terrenos do castelo. O castelo e seus terrenos foram doados pelo clã Ii à cidade de Hikone em 1944. Durante a Segunda Guerra Mundial, a cidade de Hikone estava programada para ser destruída por um ataque aéreo na noite de 15 de agosto de 1945, mas o fim da guerra ocorreu ao meio-dia daquele mesmo dia e o bombardeio não foi realizado.
A torre principal do Castelo de Hikone, juntamente com a Torre Tsuke e a Torre Tamon anexadas, foram designadas como Tesouro Nacional pelo Ministério da Educação, Ciência, Esportes e Cultura em 1952.
Várias outras estruturas receberam o status de Propriedade Cultural Importante. Assim como o complexo da torre de menagem principal, a maioria dessas estruturas são, na verdade, complexos de dois ou mais edifícios conectados:
- Umaya (馬屋, Estável)[12]

- Tenbin Yagura (天秤櫓, Torre de balança de equilíbrio; 5 estruturas conectadas)[13]

- Taikomon Yagura oyobi Tsuzuki Yagura (太鼓門及び続櫓, Portão do Tambor e Torre Tsuzuki; 2 estruturas conectadas)[14]

- Ninomaru Sawachiguchi Tamon Yagura (二の丸佐和口多聞櫓, Second Bailey Sawachiguchi, Torre Tamon; 2 estruturas conectadas)[15]

- Nishinomaru Sanju Yagura oyobi Tsuzuki Yagura (西の丸三重櫓及び続櫓, Torre de três andares de West Bailey e torres de Tsuzuki; 3 estruturas conectadas)[16]

Grandes reparos foram realizados no tenshu de 1957 a 1960, e nos vários yaguras de 1960 a 1968. Em 1987, o palácio do daimyo foi restaurado como o "Museu do Castelo de Hikone". Novos reparos foram realizados no castelo de 1993 a 1996. Em 6 de abril de 2006, o Castelo de Hikone foi selecionado como um dos 100 Melhores Castelos do Japão pela Fundação de Castelos do Japão.
O castelo fica a cerca de 15 minutos a pé da Estação Hikone na Linha JR West Biwako.

## Galeria

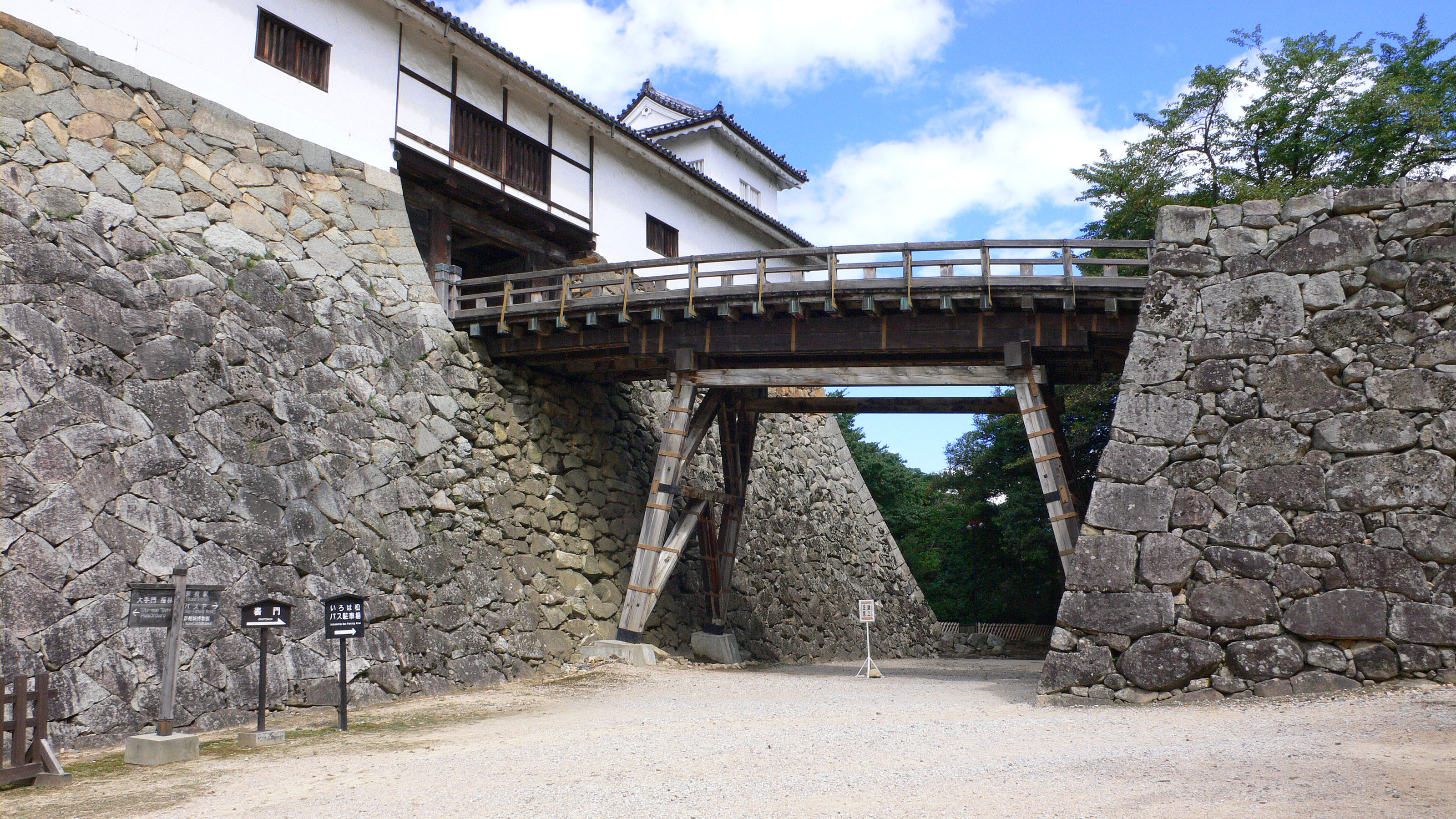
Torre Tenbin e Ponte Rokabashi.
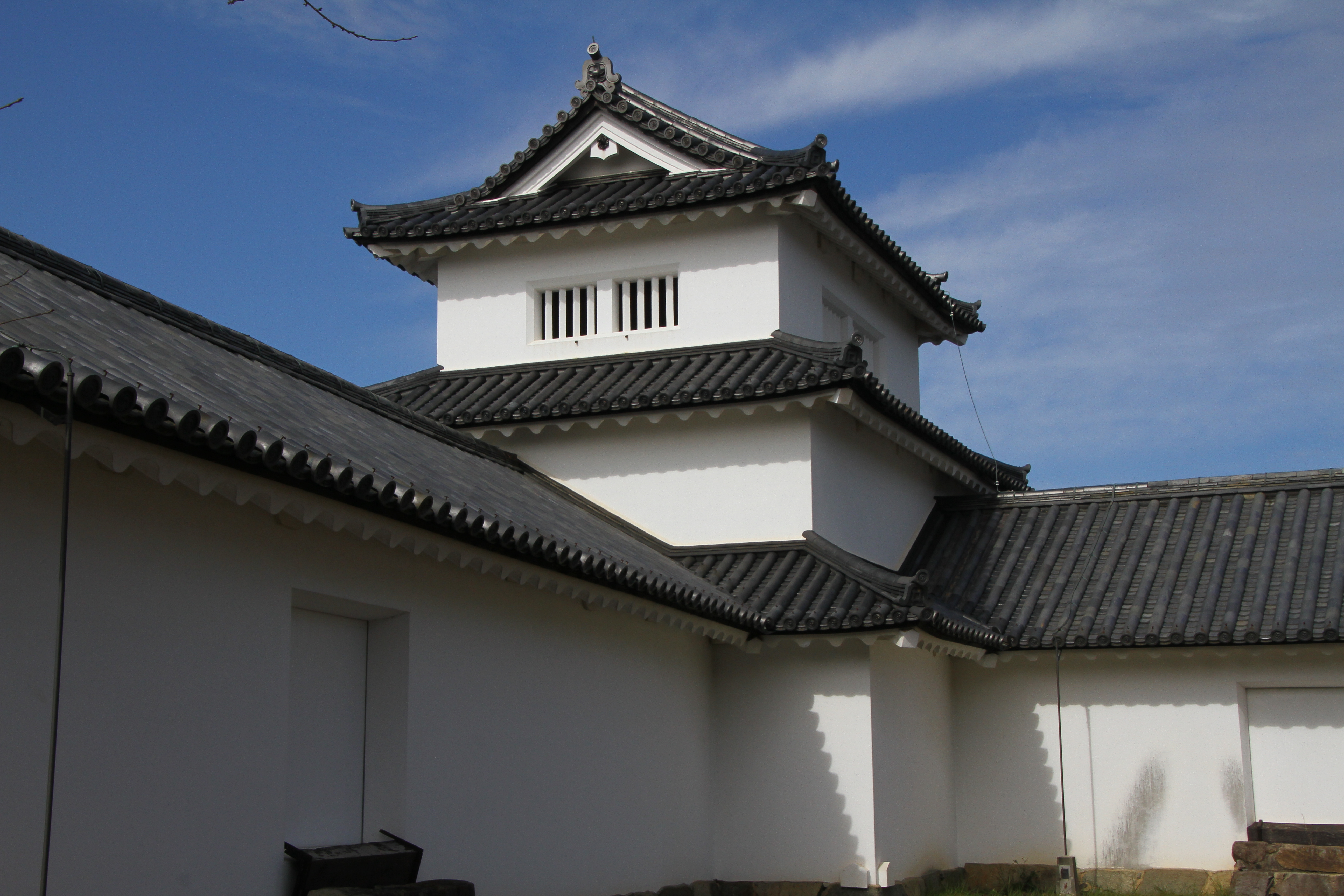
Fotografia tirada no pátio interno.
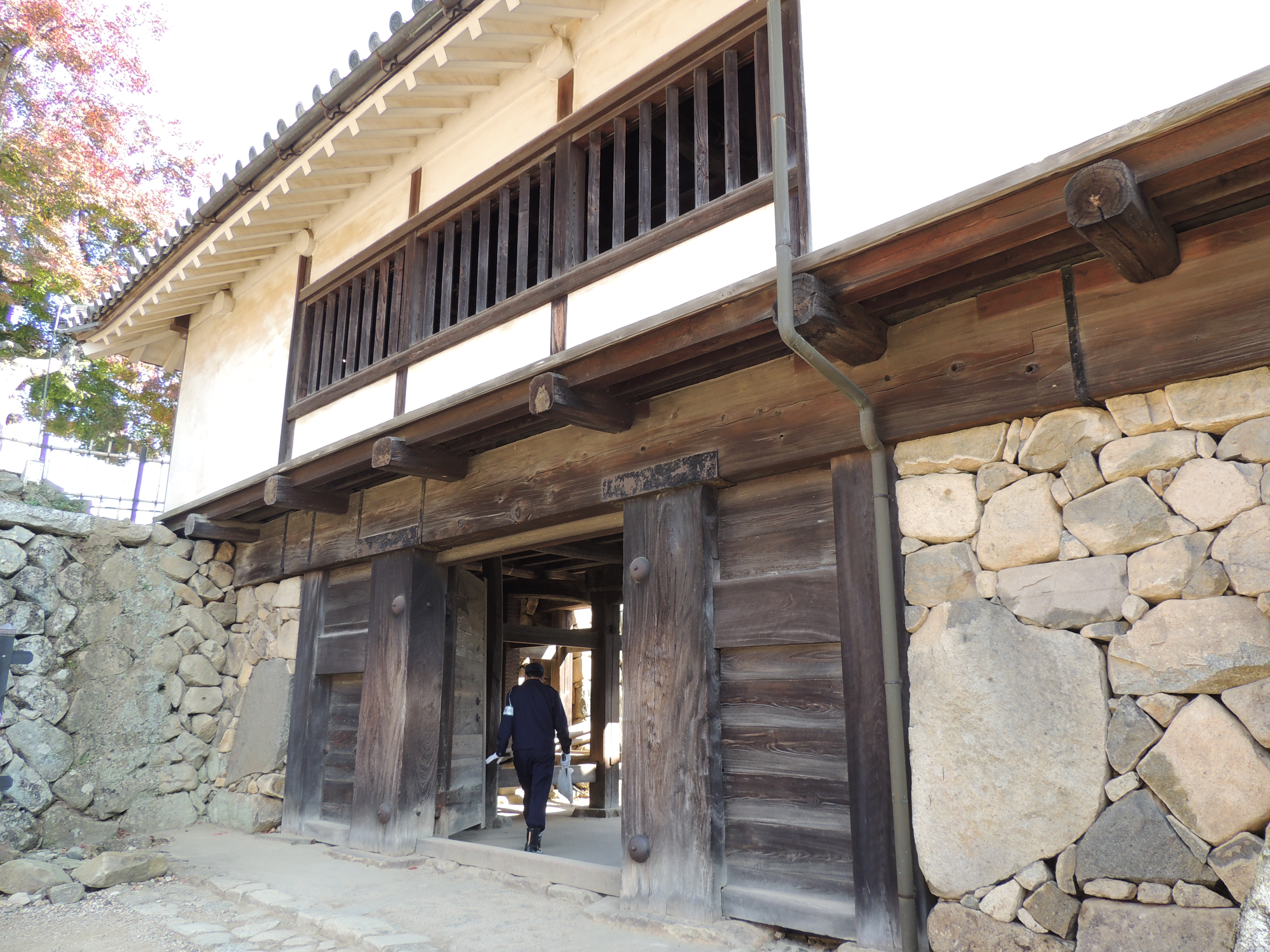
Uma das entradas
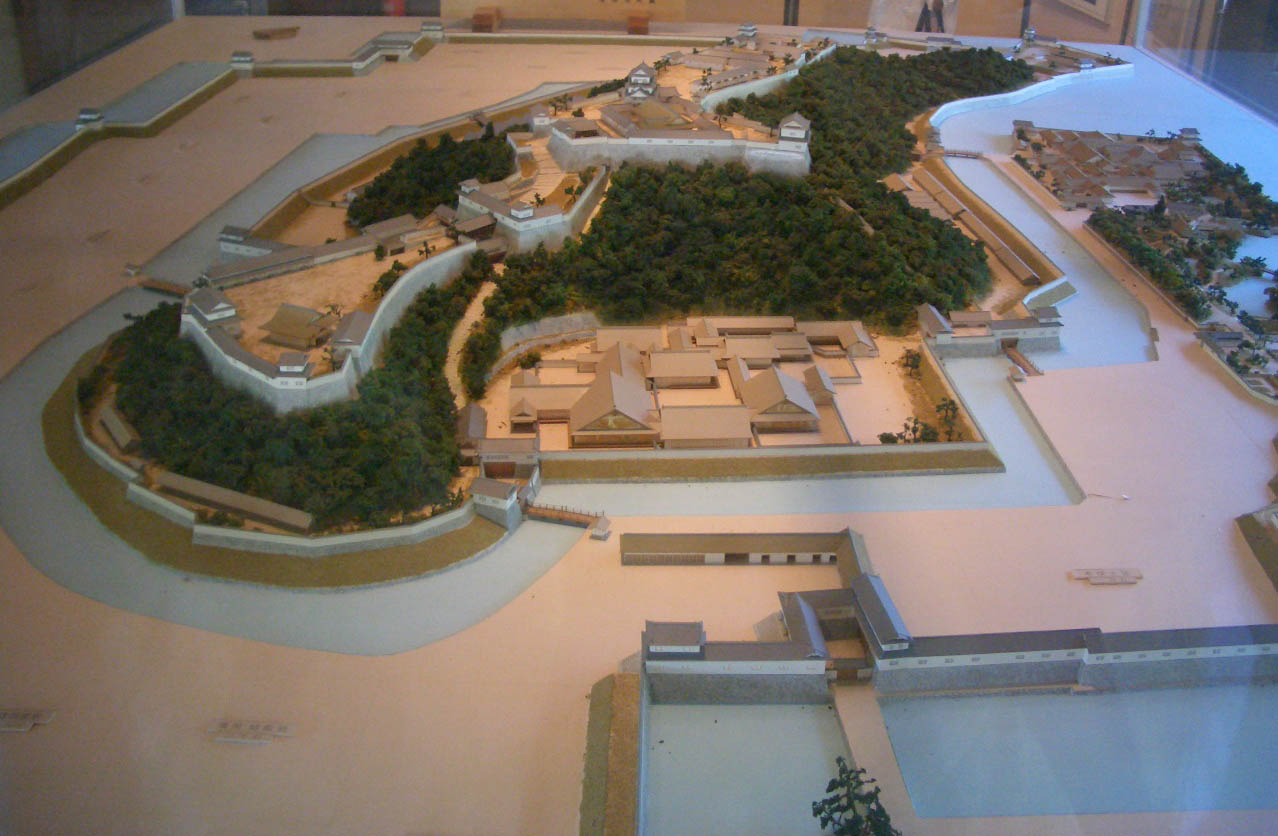
Reconstrução em maquete
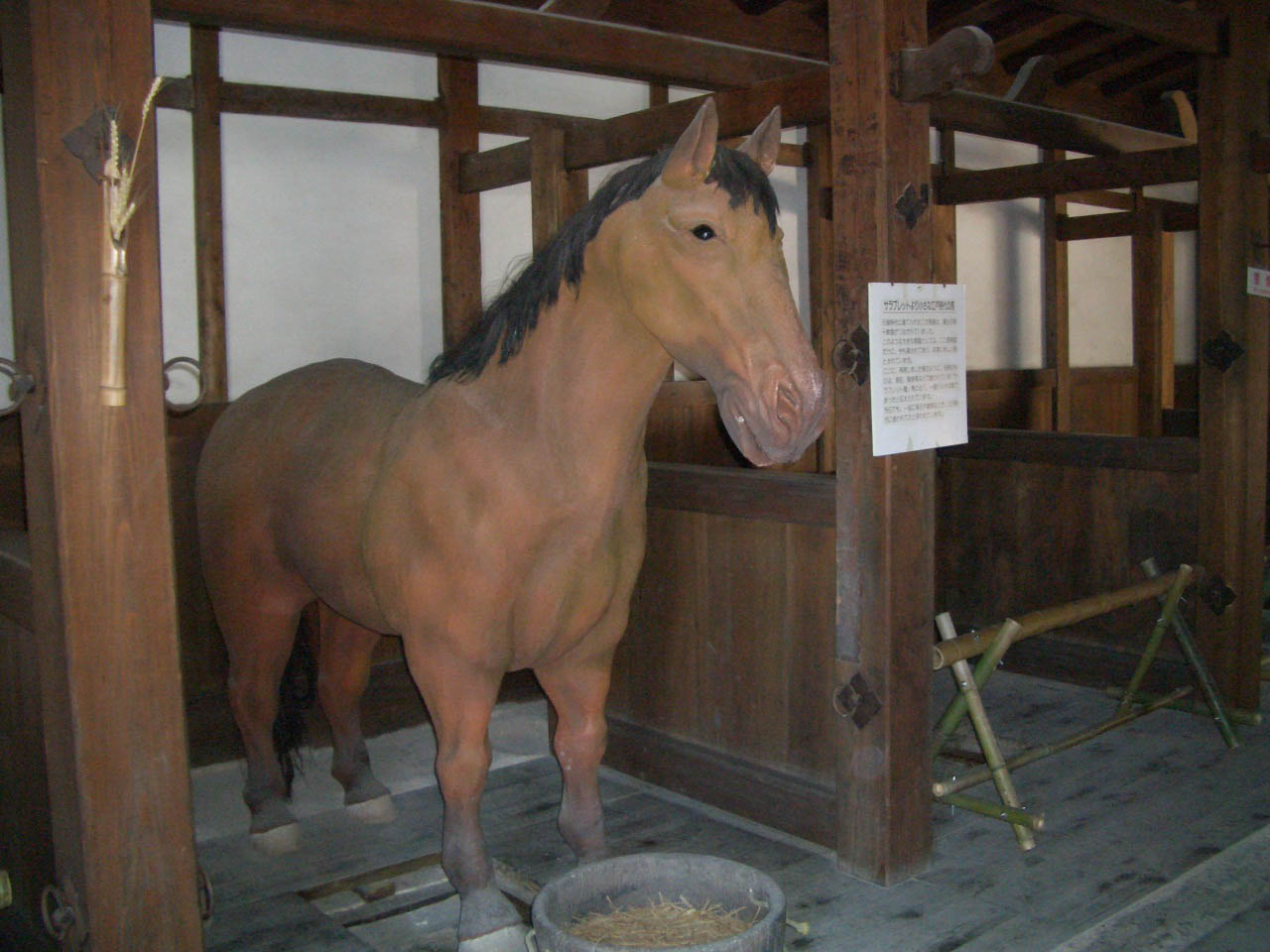
Dentro dos estábulos
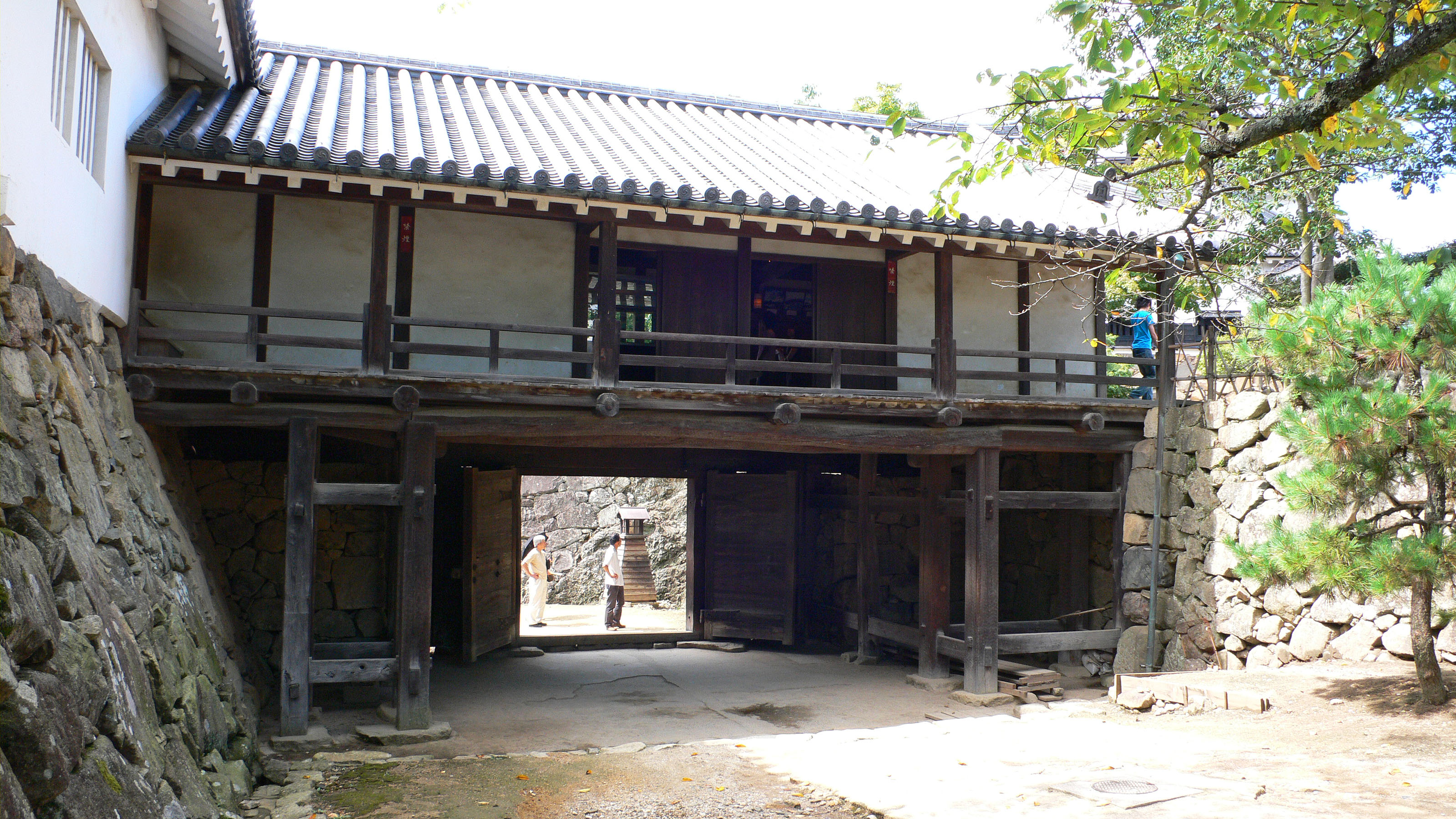
Taikomon (Importante Propriedade Cultural)

## Literatura
- De Lange, William (2021). Uma enciclopédia de castelos japoneses. Groningen: Toyo Press. pp. 600 páginas. ISBN 978-9492722300.

- Schmorleitz, Morton S. (1974). Castelos no Japão. Tóquio: Charles E. Tuttle Co. pp. 144–145. ISBN 0-8048-1102-4.

- Motoo, Hinago (1986). Castelos Japoneses. Tóquio: Kodansha. p. 200 páginas. ISBN 0-87011-766-1.

- Mitchelhill, Jennifer (2004). Castelos do Samurai: Poder e Beleza. Tóquio: Kodansha. p.112 páginas. ISBN 4-7700-2954-3.

- Turnbull, Stephen (2003). Castelos Japoneses 1540-1640. Osprey Publishing. p. 64 páginas. ISBN 1-84176-429-9.

## Links externos
Media relacionados com Castelo de Hikone no Wikimedia Commons